# (74294) 1998 SG140
(74294) 1998 SG140 – planetoida z pasa głównego asteroid okrążająca Słońce w ciągu 4,7 lat w średniej odległości 2,8 j.a. Odkryta 26 września 1998 roku.